# First Comics
First Comics est une maison d'édition de bande dessinée américaine fondée en 1983 par Mike Gold et Ken F. Levin et disparue en 1991. Visant le marché direct, elle permettait à ses auteurs de conserver les droits sur leurs créations. Elle a notamment publié Howard Chaykin, Jim Starlin ou la première traduction en anglais du manga Lone Wolf and Cub.
Parmi les séries publiées une adaptation du roman de guerre Team Yankee et on trouve Grimjack de John Ostrander et Nexus de Mike Baron et Steve Rude. Ces deux dernières séries ont la même responsable éditoriale Anina Bennett.